# Ваксель, Платон Львович
Платон Львович Ваксель (Platon von Waxell) (14 августа 1844, Стрельна — январь 1919, Петроград) — тайный советник (1904), директор канцелярии Министерства иностранных дел Российской империи (1897—1902), непременный член совета Министерства иностранных дел, доктор международного права (1874), член-корреспондент Института международного права (с 1891), музыкальный критик, коллекционер. Видный деятель Русского музыкального общества, действительный член Академии художеств (1903). Большая часть коллекции Вакселя находится в собрании Российской национальной библиотеки.

## Биография
Родился в 1844 году в Стрельне. Отец — писатель и карикатурист Лев Николаевич Ваксель (1811—1885), из знатного шведского рода Вакселей. Правнук мореплавателя Савелия Вакселя. Мать — немецкая баронесса София Карловна фон Пирх, дочь Карла Пирха — командира лейб-гвардии Преображенского полка (1820—1822), участника Отечественной войны 1812 года.
Был назван в честь прадеда по матери — Платона Зубова, последнего фаворита Екатерины II и участника заговора против Павла I.
Обучался музыке у пианиста Константина Деккера Петербурге, что дало результаты. В 1859 году, когда был утверждён устав Русского музыкального общества, 15-летний Платон Ваксель стал одним из его первых действительных членов.
Воспитывался за границей, в 1862 году уехал всей семьёй на Мадейру. До 1870 года жил на острове Мадейра и в Лисабоне, изучал португальский язык, выступал как певец, пропагандировал вокальное творчество М. И. Глинки. Здесь же Ваксель знакомится с португальским дворянином, прямым потомком Нуну Гонсалвеша, публицистом и общественным деятелем Хозе де Фария и Коштру (1835—1910), который в 1872 году женится на родной сестре Платона — Софии Ваксель (1835—1887)..
Познакомил португальцев с русской культурой в ряде статей в «Gazeta da Madeira» (отдельное издание: «Quadros da litteratura, das sciencias e artes na Russia», 1868). Вёл переписку с португальским писателем Теофилу Брагой.
С 1866 года занялся собиранием материалов по истории португальской музыки и написал подробную историю португальской музыки (напечатана в немецком музыкальном словаре Менделя Рейсмана «Erganzungsband», 1886, а затем отдельно «Abriss der Geschichte der Portugiesischen Musik», Б. 1883). Статьи Векселя о португальской музыке до XVI века и «Словарь португальских музыкантов» вошли в работу Ж. Вашконселуша «Португальские музыканты».
С 1868 года — член-корреспондент учёного общества при Коимбрском университете, с 1876 года член Лиссабонского географического общества, с 1881 года — почётный член Лондонского исторического общества. В 1877 году ему был пожалован португальский орден Христа.
В 1874 году Окончил Лейпцигский университет по специальности доктор международного права. Выпустил монографию о принципах отношений неприятельской армии и мирного населения. Реферат, прочитанный Вакселем в обществе международного права, напечатан в № 2 бюллетеня общества. В университете подружился с сокурсником и коллекционером Виктором фон Брашем, благодаря которому пристрастился к собиранию редкостей.

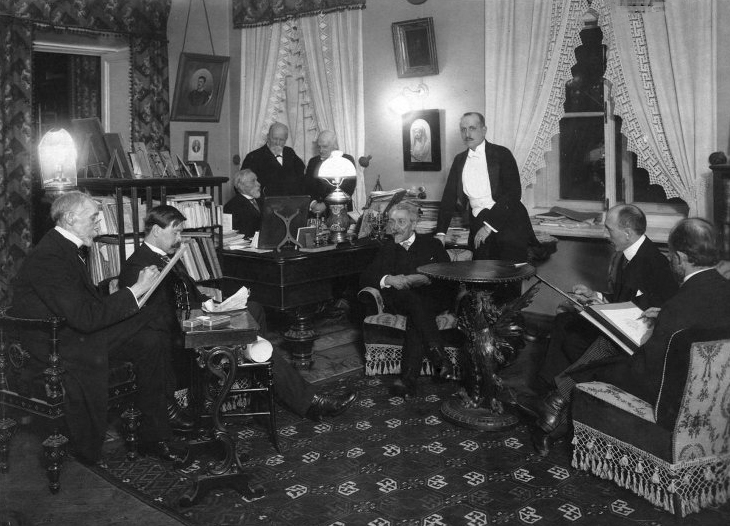
В гостиной у Платона Вакселя. Петербург, 1912—1913.

С 1874 служил в Министерстве иностранных дел в Петербурге, где дослужился до должности директора канцелярии.
В 1895 году стал действительным статским советником, а в 1904 году — тайным советником.
В 1880—1897 годы являлся заведующим музыкальным отделом газеты «Journal de St.-Pétersbourg», где опубликовал множество статей и заметок по литературе международного права, а также множество фельетонов и заметок в качестве музыкального критика. Выступал под псевдонимом «V. Р.». С 1883 года — член редакции журнала «Музыкальный и театральный вестник». Был рьяным поклонником А. Рубинштейна, разделял его консервативные взгляды на музыку, относясь отрицательно к Берлиозу, Вагнеру, Листу и к композиторам новой русской школы.
С 1903 года — действительный член Императорской Академии художеств.
На протяжении всей жизни собирал автографы выдающихся личностей. Бывал в Барселоне и поддерживал контакты с каталонской живописной общиной в Риме. Состоял в дружеских отношениях с художником Иваном Куликовым, имел в своём собрании полотна его работы.
Скончался в январе 1919 года в Петрограде.

## Коллекционирование
Коллекция Вакселя насчитывает более 6 тыс. единиц, среди которых переписка с выдающимися артистами и музыкантами, труды по истории музыки, автографы представителей дома Романовых, писателей и поэтов: А. А. Ахматовой, А. А. Блока, В. Я. Брюсова, И. А. Бунина, И. А. Гончарова, Г. Р. Державина, Д. С. Мережковского, Н. А. Некрасова, Ф. Шиллера, художников и архитекторов А. Н. Бенуа, К. П. Брюллова, В. М. Васнецова, В.В. Верещагина, И. Н. Крамского, композиторов И. С. Баха, Л. Бетховена, В. А. Моцарта, Р. Шумана, А. К. Глазунова, С. П. Дягилева, М. П. Мусоргского, С. В. Рахманинова, философов Г. Ф. Гегеля, И. Г. Фихте, А. Шопенгауэра и многих других (ныне фонд Браша-Вакселя-Юргенсона, в рукописном отделе публичной библиотеки им. M. E. Салтыкова-Щедрина). Также коллекционировал рисунки и портреты русских и иностранных знаменитостей.
В 1915 году коллекция П. Л. Вакселя, как сообщал журнал «Столица и усадьба», состояла из «рукописей, относящихся к истории литературы и искусства», в ней насчитывалось «около 3500 номеров, рисунков до 1000, фотографий, иллюстрирующих историю искусства — 40 тысяч листов».
Ваксель принимал активное участие в создании коллекции произведений живописи тайного советника Михаила Николаевича Никонова, его сослуживца по Министерству иностранных дел. Умирая, он завещал свою художественную коллекцию Викселю, а тот распорядился ею следующим образом: около 60 картин, этюдов, акварелей и скульптур в 1902 году он передал Академии художеств, а 38 картин – училищу живописи, ваяния и зодчества при Московском художественном обществе. В отчёте ИАХ за 1902 год приведен список, составленный П. Л. Вакселем, указавшим кроме имён художников и названий картин дату приобретения работ. Всего в списке стоит 56 произведений из коллекции Никонова: 13 картин и акварелей испанских живописцев, 13 итальянских, три французские, три немецкие, 18 русских, палитра с эскизами, а также три итальянские скульптуры и два столика. Кроме художественных работ П. Л. Ваксель передал в Академию художеств альбом фотографий с картин собрания М. Н. Никонова — уникальный фотодокумент, позволяющий идентифицировать зафиксированные в нём работы. Вместе с картинами Никонова, Ваксель передал и ряд принадлежавших лично ему произведений: полотно Х. Эспины, акварели Х. Гальегоса и А. Риццони, картон к портрету Марчеллы Зембрих Франца Ленбаха.
В 1915 году Ваксель передал часть своей коллекции своему приёмному сыну — коллекционеру и библиофилу Эрнесту Петровичу Юргенсону (1891—1932), который состоял «вольнотрудящимся в Отделении полиграфии» Императорской публичной библиотеки.
В 1919 году благодаря усилиям А. В. Луначарского и Максима Горького советское правительство выделило Российской национальной библиотеке средства на приобретение коллекции автографов, собранных П. Л. Вакселем и Э. П. Юргенсоном. Она состоит из более чем 9000 документов, 6000 из которых — автографы русских государственных и военных деятелей, писателей, учёных, деятелей культуры и искусства. В иностранной части коллекции представлено около 3000 документов, раскрывающих страницы истории и культуры многих европейских государств. Из самых интересных её документов — собственноручное письмо Марии Стюарт, написанное за два месяца до казни и адресованное её кузену герцогу Генриху Гизу.
В 1919 году Юргенсон эмигрировал в Ревель. С собой он вывез библиотеку, коллекцию экслибрисов и несколько автографов высочайших особ. После его смерти коллекция экслибрисов поступила в библиотеку Тартуского университета.

## Сочинения
- Miguel de Glinka, esboco biographico, Funchal, 1862.
- Ricardo Wagner e Francisco Liszt, Lisboa, 1875.
- Abri der Geschichte der portugiesischen Musik, В., 1883.

## Адреса проживания в Санкт-Петербурге — Петрограде
- Дворцовая площадь, 6, кв. 3 (2-й подъезд направо от арки Главного Штаба).
- Набережная Мойки, дом 39.
- Каменноостровский проспект, дом 59.